# Kaleido Star
Kaleido Star (japoneză カレイドスター) este un serial anime produs de Gonzo Digimation, al cărui regizor este Junichi Sato, iar scenarist este Reiko Yoshida și este licențiat în Statele Unite ale Americii de către ADV Films.
Acest anime a cuprins două serii și acestea au fost urmate de trei OVA-uri. Seria anime a condus spre o serie manga, în care acțiunea are loc cu 15 ani în față comparativ cu anime-ul. Totodată este sursa de inspirație pentru un roman.
Primul episod din adaptarea în limba engleză a apărut în ediția din ianuarie 2004 în revista Newtype.
Luci Christian a dublat în versiunea anglofonă și pe Sarah Dupont și pe doctorița Kate. Ea a declarat într-un interviu că apariția acestui lucru determină „despărțirea vocilor personale prin anumite șabloane vocale”.
Acrobatul japonez Dio Kobayashi este menționat ca fiind consultant special în 2002, iar un personaj din Kaleido Star, care are aceeași specialitate ca și el (reprezentații cu bici) a primit numele lui.
Acțiunea anime-ului planează asupra unei fete de 16 ani din Japonia, pe nume Sora Naegino. Aceasta a visat, de când era mică, să fie o membră a Kaleido Stage (echivalentul lui Cirque du Soleil) din orașul ficțional Cape Mary, California ( care seamănă izbitor cu San Francisco). Pe parcursul anime-ului va întâlni numeroase obstacole ce o vor ajuta să dobândească o maturizare mentală și spirituală. Va fi ajutată de numeroșii ei prieteni și de Spiritul Scenei, Fool.

## Subiect

### Prima serie
Sora Naegino, o tânără acrobată japoneză, ajunge în America cu speranța că va fi admisă la Kaleido Stage, un circ faimos la nivel mondial care a fermecat-o de mică. Cu toate acestea, se află în dificultate de cum ajunge în America. Se rătăcește pe drum spre Kaleido Stage, este privită ciudat de către un bărbat misterios, iar bagajul ei este furat. Folosindu-și abilitățile acrobatice, Sora îl urmărește pe hoț și îl prinde.
Un ofițer de poliție o conduce la Kaleido Stage, însă descoperă că își ratase audiția. Deși are o explicație pentru întârzierea ei, idolul ei o sfătuiește să se întoarcă în Japonia; pentru a o înveseli, managerul scenic de la Kaleido Stage o invită să vadă spectacolul din acea zi din culise. Sora acceptă, iar înainte de începerea spectacolului un acrobat se rănește la mână. lui Sora i se oferă rara ocazie de a fi pe scenă de către Kalos Eldo (el fiind bărbatul misterios ce se uita la picioarele ei). După un efort șovăitor, Sora este trimisă de la Kaleido Stage de către Layla și se pregătește să se întoarcă în Japonia, însă Kalos se răzgândește și îi spune Laylei că într-o zi lumea va veni doar ca să o vadă pe ea, fiind atracția principală de la Kaleido Stage.
Începutul seriei o prezintă pe Sora ca fiind respinsă de ceilalți, deoarece se credea că a fost admisă la Kaleido Stage prin relații cu șeful lor. În mod special, Layla este persoana care este cea mai rece față de Sora și o consideră deranjantă și amenințătoare. Cu ajutorul prietenilor ei (managerul scenic Ken Robbins, acrobatele Mia Guillem și Anna Heart și tânăra Marion Benigni), cu multă determinare și muncă grea, Sora va reuși să câștige respectul celor din jurul ei. Incredibila ei personalitate îi aduce numeroși prieteni (inclusiv cea a unui pui de focă), la fel și numeroase roluri principale în producțiile de la Kaleido Stage. Peste timp, va reuși să se împrietenească cu Layla.
Cu toate acestea, lucrurile par a o lua pe un drum greșit pe măsură ce tatăl Laylei face presiuni asupra ei să renunțe la Kaleido Stage în favoarea unei cariere de actriță , iar în interiorul Kaleido Stage se plănuiește preluarea și închiderea acestuia. Sora trebuie să se bazeze pe personalitatea ei, munca grea și prieteniile puternice pentru a stabiliza scena.

### A doua serie
În a doua serie, Sora se reîntoarce pe scenă după ce a executat Manevra Legendară cu Layla. Această acrobație a condus la rănirea umărului Laylei, iar aceasta nu mai poate să fie pe scenă. Absența partenerei sale, care s-a retras pentru a juca în producții de la Broadway, a condus la un declin ușor al Kaleido Stage. Leon Oswald, un acrobat francez extrem de cunoscut, este recrutat de către Kalos pentru a rezolva această problemă. Se pare că prezența lui Sora îi amintește de cineva, și uneori îl face să se comporte fie amiabil, fie nepoliticos cu ea.
În ciuda acestui lucru, Leon nu crede că Sora merită să fie pe scenă cu el, iar acest lucru o determină pe cel mai talentat dintre recruții Kaleido Stage (May Wong, fostă patinatoare din China) să provoace poziția lui Sora ca partener al lui Leon și star al spectacolelor.
Primul țel al lui Sora din acest sezon este să participe la Festivalul de Circ de la Paris, însă competitorii vor recurge la orice pentru a putea dobândi titlul de câștigători: trădarea, înșelarea sau chiar atacarea oponenților. Această atmosferă și atitudine nu corespunde perspectivei lui Sora (lipsită de griji, optimistă, ultra-idealistă), iar aceasta va renunța în mijlocul reprezentației sale (Acrobația Îngerului)împreună cu Yuri Killian, lăsându-și prietenii, familia și fosta parteneră confuzi și dezamăgiți de către Sora.
Cea mai mare parte a sezonului se concentrează pe eforturile lui Sora de a își găsi, chestiona și urma noi vise. După multe încercări și respingeri, Sora își propune să devină un „Adevărat Star Kaleido”, concomitent cu crearea unei scene amuzante și fără conflicte, fiind complet opusul celei de la Festival.

### Uimitoarea prințesă fără zâmbet
Primul OVA face referire la o nouă producție care urmează succesului datorat spectacolului Lacul Lebedelor (a ajuns la execuția cu numărul 200). Aceasta va prezenta o tânără prințesă și un bufon personal, care speră să îi readucă zâmbetul pe buze. Mia a fost cea care s-a gândit la această producție, fiind inspirată de către un tablou ce avea un personaj foarte similar cu Rosetta și un bufon în fundal care arăta ca Fool (Spiritul Scenei care poate fi văzut doar de acrobații foarte talentați).
Rosetta este desemnată în rolul prințesei, însă deși înțelege rolul care i-a fost asumat, ea însăși nu a zâmbit niciodată de când venise prima dată la Kaleido Stage, are greutăți în jucarea rolului și pleacă de la repetiții frustrată. După ce Rosetta își va pierde abilitatea de a-l vedea pe Fool, va fugi de la Kaleido Stage și îi va găsi masca într-o pânză de păianjen din stația de autobuz. O va desprinde din pânză și va observa că masca ținea închisă toate amintirile lui, inclusiv toate emoțiile simțite de aleși de către scenă. Se va întâlni cu Sora, îl va revedea pe Fool, iar OVA-ul se va încheia cu o iluzie scurtă a Rosettei în costumul purtat la Manevra Legendară observată de Sora și intrarea pe scenă a celor două partenere.

### Legenda Phoenixului ~Layla Hamilton Monogatari~
Layla și Sora se pregătesc să interpreteze în mod diferit același spectacol, „Legenda Phoenixului”. Layla se antrenează la Broadway, însă reprezentația ei o dezamăgește. Simte că nu poate să interpreteze pe deplin rolul Phoenixului dacă ea nu este pe deplin renăscută ca o nouă Layla Hamilton. Într-o încercare disperată de renaștere, Layla dispare într-o călătorie cu bicicleta spre New York, sperând că se va redescoperi.
Între timp, Sora de asemenea încearcă să își găsească Phoenixul, însă când află că Layla a dispărut, va porni alături de Ken și May spre New York pentru a o găsi pe Layla.
Pe parcursul drumului, Layla Hamilton va întâlni mulți străini care îi vor conferi numeroase reminiscențe ale copilăriei sale și se gândește cât de mult se schimbase. Însă în timp ce încearcă să își găsească o altă personalitate, își petrece tot timpul gândindu-se la Sora, până în momentul când realizează că aceasta îi fusese o muză. Odată ce a realizat acest lucru, Layla renăscuse, iar când aceasta este găsită de Sora o roagă să-i taie părul, pentru a fi schimbată și fizic, nu numai psihic. La sfârșitul OVA-ului ne sunt prezentate două versiuni diferite ale Phoenixului.

### Good day yo! Goood!!
Good day yo! Goood!! este un OVA de 26 de minute, care este realizat prin mijloace grafice computerizate. Toate personajele sunt foarte deformate, fiind prezentate în stilul chibi. Acest OVA este împărțit în trei secvențe. Prima este o lecție de gătit specialități chinezești, fiind prezentată de către May Wong; felul de mâncare prezentat este mapo doufu. A doua secvență este o lecție despre cum să folosim un diabolo de către Rosetta Passel. Ultima secvență este o lecție despre jargonul focilor, prezentat lui Sora de către Marion și Jonathan.

### Kaleido Star ~Wings of the Future~
Subiectul acestei serii manga are loc 15 ani mai târziu, având ca și personaj central pe Yume Naegino, sora protagonistei

## Lista episoadelor. Influența culturală
Serialul a fost difuzat în două serii, emisia lui având loc în perioada 3 aprilie 2003-27 martie 2004. Au fost realizate 3 OVA-uri, primele două focalizându-se pe viața și evoluția personajelor Rosetta Passel, respectiv Layla Hamilton. Ultimul OVA este o prezentare mai puțin dramatică, în comparație cu restul episoadelor Kaleido Star, unde umorul este foarte exploatat.
Seria Kaleido Star a condus spre elaborarea unui roman numit „Mr. Policeman's Amazing Wedding” (ポリスの すごい 結婚式 Porisu no Sugoi  Kekkonshiki?). Acesta a fost lansat la data de 10 februarie 2006. În acest roman, polițistul Jerry se căsătorește cu doctorița Kate, iar Sora,  Mia  și Anna  sunt domnișoarele lui de onoare.

## Personajele
- Sora Naegino este personajul principal al anime-ului. Când a  fost mică, a fost adusă de părinții ei la Kaleido Stage să vadă  spectacolul Alice  în Țara Minunilor. Deși au  murit puțin după acea vizită, Sora e inspirată de această amintire să devină membră al Kaleido Stage când devine matură. La începutul seriei, Sora e singura persoană care îl poate vedea pe Fool, Spiritul Scenei. Acesta îi va dezvălui că este născută pentru a fi pe scenă; în prima  serie îi dezvăluie că va realiza Manevra Legendară, iar în seria a doua îi spune că are potențial să devină o adevărată Kaleido Star.
- Layla Hamilton este o acrobată desăvârșită și un personaj încăpățânat. Tatăl ei, deținătorul lanțurilor hoteliere  Hamilton, dorește ca fiica sa să devină o actriță, îndemnând-o să renunțe la ocupația de acrobat. Layla refuză și dorește să rămână, deoarece își amintește mereu pe scenă cum iubea mama ei, Rola (în alte variante Laura) să meargă la Kaleido Stage. Se rănește la umăr în timpul antrenamentelor pentru Legendara Manevră, execută Manevra, i se spune că nu va mai putea face acrobații la Kaleido Stage, se va retrage pe  Broadway, ca apoi să revină să o provoace pe Sora pentru rolul Odettei  din spectacolul Lacul Lebedelor și apoi va efectua un ultim spectacol: Legenda Phoenixului.
- Mia Guillem este  o prietenă apropiată a lui Sora. În al doilea episod, ea acceptă prezența  lui Sora la Kaleido Stage după executarea Phoenixului de Aur. Mai târziu  devine persoana care va introduce mai multă literatură în Kaleido Stage,  fiind scenaristă.
- Anna Heart  este de asemenea o prietenă a lui Sora ce o va accepta după execuția  Phoenixului de Aur. Este foarte talentată, jucând în numeroase roluri  serioase; își dorește să fie o comediantă la fel ca tatăl ei, Jack  Barone, rugând-o câteodată pe Mia să îi introducă scene comice. Dorința îi este aproape  tot timpul refuzată.
- Yuri Killian  este, ca și Layla, un acrobat desăvârșit. În timpul unui flashback,  aflăm că tatăl lui, Arlon Brass, moare executând Legendara Manevră, considerându-l  pe Kalos principalul vinovat deoarece l-a lăsat să o execute. În cea de-a doua serie, Yuri o ajută pe Sora la Festivalul de Circ din Paris. Este rivalul lui  Leon care îl consideră ucigașul surorii sale, Sophie. Va deveni managerul  Kaleido Stage, alături de Kalos.
- Fool  este misteriosul Spirit al Scenei. Este de mărimea unei păpuși și i se arată lui Sora imediat ce apare la Kaleido Stage. El îi explică faptul că doar cei care sunt destinați să fie pe scenă și își dedică inima întrutotul acesteia pot să îl vadă. Mai târziu, și Layla și Rosetta pot să îl  observe. Fool este cititor al viitorului posibil, spunând că deși îi poate spune lucruri cu consecințe uneori negative, acțiunile și eforturile ei pot să îi schimbe viitorul. În prima serie, acest lucru e relevat de citirea unor Cărți de Tarot și, în seria a doua, prin  evidențieri astrologice.
- Sarah Dupont  este diva de la Kaleido Stage și managerul dormitoarelor. E dorită de  numeroase companii deoarece are o voce minunată, însă e foarte devotată  Kaleido Stage-ului.  Este un avid fan al artelor marțiale, lucru comic în cele mai multe  episoade.
- Ken Robbins  este managerul scenei de la Kaleido Stage. Nu poate fi acrobat din  cauza unor probleme cu inima. O admiră și iubește pe Sora, neavând însă  curajul să îi spună acest lucru; totuși, aceste lucruri nu îl împiedică  să o ajute, fiindu-i  câteodată antrenor personal, avertizând-o de unele pericole din timpul  antrenamentelor. Este și vocea rațiunii grupului.
- Kalos Eldo  este șeful Kaleido Stage și sfătuitorul lui Sora. Este cel care îl antrenase pe Alron Brass pentru Manevra Legendară și singurul ce poate să le spună lui Sora și Laylei cum să se antreneze pentru această manevră.
- Jerry este un polițist care se  autointitulează "Fanul #1" al lui Sora, ajutând-o încă din  primul episod. O iubește pe Kate, doctoriță din Cape Mary și a Kaleido  Stage-ului,  căsătorindu-se  cu ea.
- Marion Benigni  este fiica lui Jean, cel care lucrează la montajele scenice. Mama ei,  Cynthia, artistă la trambulină, moare din cauza unui accident pe scenă.
- Jonathan este un pui de focă adus de Sora, însă datorită politicii interne ce interzicea deținerea de animale, încearcă să îl ascundă. Secretul e dezvăluit  și, prin intermediul lui Jean, Kalos e de acord să îl țină la Kaleido  Stage. Devine mascota Kaleido Stage și de-a lungul seriilor, Jonathan va lucra doar cu Marion.
- Rosetta Passel  este o campioană mondială la Diabolo. Deoarece spectacolele ei la  Kaleido Stage nu erau amuzante și era amenințată cu rezilierea  contractului ei cu Kaleido Stage, Sora o ia sub aripa ei, învățând-o plăcerea și  amuzamentul scenic. În schimb, Rosetta o învață Diabolo, lucru ce îi va  fi de folos pentru rolul principal în Nopțile Arabe.  În seria 2 Rosetta calcă pe urmele lui Sora.
- May Wong este o nouă recrută ce vrea să o  înlocuiască pe Sora. Se remarcă prin numeroase talente acrobatice și  prin patinaj, devine partenera lui Leon Oswald în spectacolul Dracula. Totuși, în timpul unui spectacol,  Leon o scapă, cauzându-i o dislocație a umărului; acest lucru îi îngăduie lui Sora  să obțină locul pentru Festivalul de Circ din Paris. Înțelegând că  atitudinea ei egoistă și copilărească l-a determinat pe Leon să o abandoneze,  refuză să renunțe la poziția ei, întrecând-o pe Sora cu un nou truc executat cu o  singură mână, învingând-o în sfârșit pe Sora. Spre sfârșit, va mai înlătura din  aroganță și va deveni o persoană mai bună.
- Leon Oswald este un trapezist foarte faimos care  sosește în cel de-al  doilea sezon. El apare ca o persoană arogantă, refuzând să presteze cu  Sora deoarece nu e destul de talentată pentru el. Adevărata sa dorință,  totuși, e dedicată unei promisiuni făcute surorii ei muribunde, Sophie:  să vadă Acrobația Îngerului, un act la trapez fără rival și frumos care l-au făcut,  completă. Este rivalul lui Yuri Killian, pe care îl învinovățește de  moartea Sophiei într-un accident.
- Mr. Kenneth  este o persoană vârstnică și reprezentantul sponsorilor scenei. De  obicei este portretizat ca un producător, lucru ce îi dă puteri  executive ce deseori rivalizează sau le întrec pe acelea ale lui Kalos.  Are o mare experiență în show business și de obicei o ajută pe Sora. Îl  cunoaște pe Ken în mod personal, însă nu îl strigă niciodată pe numele său real.

## Critică
Kaleido Star a fost în general bine privit de către critici, majoritatea aclamațiilor fiind datorate primei serii.

### Seria 1
Într-o recenzie a primului volum Kaleido Star (Kaleido Star - Welcome to the Kaleido Star), Anime News Network a numit seriile ca fiind un „puf înduioșător fără prea multe calorii” și lăudându-i pe actorii japonezi care insuflau personajele, în special pe Ryo Hirohashi și Takehito Koyasu. Anime On DVD de asemenea a observat prestația lui Koyasu, calitatea animației în scenele de spectacol și împlinirea apogeului în ultimul episod. Underland Online a constatat că seria Kaleido Star este  „o serie extraordinară într-o categorie proprie”.

### A doua serie
În ciuda faptului că au fost amânate de către episoadele recapitulative, Anime News Network au oferit recenzii pozitive despre primul Volum al Kaleido Star: New Wings. În timp ce acțiunea era criticată ca fiind „deschisă dintr-un scenariu de dramă shōjo”, recenzia a lăudat efectele vizuale, afirmând că „lucrul cel mai bun la Kaleido Star este, pe departe, cea mai uimitoare animație și valori de producție. Scenele de circ sunt de o originalitate sălbatică și câteodată îți ia respirația; calitatea animației nu s-a deteriorat deloc în al doilea sezon”. Cynthia Martinez de asemenea a fost observată pentru prestația ei vocală în rolul lui Sora. Anime Advanced de asemenea a lăudat primul volum, afirmând că „seria Kaleido Star primește din partea mea cea mai înaltă recomandare posibilă. Este un spectacol din care sunt făcute visele”.
Pe baza seriilor, Chris Beveridge de la Anime On DVD afirmă că „seria Kaleido Star a fost per total o serie grozavă, cu o oarecare serie secundă slabă căreia i-a luat ceva timp să își găsească propria voce” dar care „încă este o serie care este foarte ușor de recomandat și care pe deplin merită să fie arătată unei audiențe mai tinere.” Holly Ellingwood de la ActiveAnime a afirmat că „Finalul a fost captivant și îndeplinit.” și făcând un sumar al seriilor ca fiind „Un anime care poate fi privit cu o bucurie pură. Înveselitor, Kaleido Star este o serie care te agită, fiind totodată inspiratoare și remarcabilă”.

### Extra Stage
Anime On DVD a numit OVA-ul ca fiind „o parte frumoasă a muncii și cel mai bun mod de a izola unele lucruri pentru un timp, fiind orientată spre comedie și partea mai amuzantă a personajelor... Este o poveste grozavă cu puțină individualitate, care este prezentată în aceeași manieră ca în ultimul episod al seriilor, însă nu prezintă la fel de multă anxietate și greutăți asociate acesteia. Fiecare sfârșit al discului te lasă zâmbind și râzând”.

## Difuzarea în România
În permieră în România, acest serial a fost transmis de A+ Anime devenită Animax România, Național TV (Perioada de difuzare: dec. 2005 - dec. 2011) fără încadrare.